# Riavaara
Riavaara är en kulle i Finland. Den ligger i Posio kommun i landskapet Lappland, i den norra delen av landet, 700 km norr om huvudstaden Helsingfors. Toppen på Riavaara är 331 meter över havet.
Terrängen runt Riavaara är huvudsakligen platt.  Trakten runt Riavaara är nära nog obefolkad, med mindre än två invånare per kvadratkilometer.